# Taking On the World
Taking On the World ist das Debütalbum der schottischen Rockband Gun. Es umfasst 10 Songs und wurde am 5. Juli 1989 veröffentlicht.

## Erfolge
Die Singleauskopplung „Better Days“ schaffte es in die Top-40 der UK-Charts. „Money (Everybody Loves Her)“ und „Inside Out“ stiegen jeweils in die Top-100 der englischen Single-Charts ein.
Im September 2010 wurde das Album vom Classic Rock Magazin als eines der 150 besten Debüt Alben aller Zeiten gewählt.
Im Oktober 2014 wurde das Album als Special Edition wiederveröffentlicht. Die 25th Anniversary Edition ist mit Livematerial und Demos ausgestattet.

## Titelliste
1. „Better Days“ – 4:33
2. „Feeling Within“ – 4:41
3. „Inside Out“ – 4:11
4. „Money (Everybody Loves Her)“ – 4:34
5. „Taking On the World“ – 4:50
6. „Shame on You“ – 4:34
7. „Can't Get Any Lower“ – 4:22
8. „Something to Believe In“ – 4:38
9. „Girls in Love“ – 3:16
10. „I Will Be Waiting“ – 4:50